# Campo de hielo patagónico norte
El campo de hielo norte es un campo de hielo que tiene una extensión de aproximadamente 4200 km², y se encuentra íntegramente dentro de la región de Aysén (Chile). Tiene una dimensión aproximada de 120 km de largo en sentido norte-sur y de 50 a 70 km de ancho (dependiendo de la latitud) en sentido este-oeste.
Algunos puntos geográficos de interés dentro del CHN incluyen:
- El monte San Valentín, en la porción norte del CHN, de 4058 m s. n. m. y que es considerado el más alto de la Patagonia chilena;
- El cerro Arenales de 3437 m s. n. m. cerca del margen sur; y
- La mayor atracción turística de la zona: la laguna de San Rafael, con el glaciar San Rafael, el ventisquero a nivel del mar más cercano al ecuador en el mundo;
- El lago leones junto al glaciar leones fueron brevemente una atracción turística, pero ahora se han derretido casi por completo en parte debido a la explotación turística, ahora son ubicados en un sector no habilitado del parque.

Más al sur, y separado por el istmo de Ofqui, se ubica el glaciar San Quintín, única lengua glaciar en la zona de crecimiento sostenido en los últimos años.[cita requerida]

## Ríos
Los deshielos del lado oeste se vierten en varios ríos que pertenecen al ítem 114 del inventario nacional de cuencas de Chile, entre ellos el río Lucac, la laguna San Rafael, Río Huemules (Tres Cruces) y otros que desembocan finalmente en el estero Elefantes (al norte de la laguna San Rafael) o en la bahía San Quintín (al sur de la laguna San Rafael).
Los deshielos del lado oriente son drenados por los afluentes del lado derecho del río Baker que son, entre otros, el río Colonia, el río Nef y el río Ventisquero (Baker). Todos ellos están inscritos en el ítem 115 del inventario de cuencas de Chile.

Ubicación de los mayores glaciares con nombre propio que forman el campo de hielo norte de acuerdo al inventario público de glaciares de Chile dado a conocer por la Dirección General de Aguas del Ministerio de Obras Públicas de Chile en 2022.